# Santacirga
Santacirga (o Santa Cirga) és una possessió o caseriu del terme de Manacor (Mallorca). Santa Cirga és coneguda sobretot per ser el lloc de naixement de mossèn Antoni Maria Alcover i Sureda.

## El nom
La forma del topònim fa pensar que és dedicat a una santa. El Diccionari català-valencià-balear parla d'una deformació dialectal de Santacilia, però els etimologistes entenen que podria provenir d'altres orígens i, per aquest motiu, hi ha qui ho escriu junt.